# 天宝宫
天宝宫位于中华人民共和国河南省许昌市建安区艾庄回族乡艾庄村北，与长葛市石固镇毗邻，为一处道教宫观。2013年被公布为第七批全国重点文物保护单位。

## 历史
据《许州长社创建天宝宫》碑文记载，天宝宫始建于南宋嘉熙四年（1240年），时为天宝观。元世祖至元六年（1269年）改观为宫。元朝末年，天宝宫毁于兵燹。明洪武年间重修，随后明清两代均有修葺。

## 建筑
天宝宫坐北朝南，占地约2万平方米，为河南省内一处规模较大的古建筑群。中轴线上原有建筑依次为山门、拜亭、岳王殿、关圣殿、老君殿、玉皇殿、雷祖殿、三皇殿、真武殿，两侧有廊庑和掖门，惟老君殿和三皇殿今已不存。
山门为三孔青砖拱券门洞，中间门洞较大，高7米，深6米，上原为平顶，1998年增修门楼。山门内为拜亭，平面为方形，由4根石柱承重，四角攒尖顶。石柱四面刻有对联，亭东西两侧各有廊房五间，为灰瓦硬山顶。
岳王殿位于拜亭以北，面阔三间，进深六架椽，单檐硬山顶，覆灰瓦。檐下施三踩斗拱，殿顶正脊上饰龙纹，垂脊上饰走兽。关圣殿面阔三间，进深两间，单檐硬山顶，覆小青瓦，琉璃瓦剪边，檐下施五踩重昂斗拱。
玉皇殿面阔三间，进深三间，单檐硬山顶，覆小青瓦，琉璃剪边，檐下施五踩重昂斗拱。雷祖殿亦是面阔三间，进深三间，单檐硬山顶，覆灰筒瓦，檐下无斗拱。
真武殿位于中轴线的最北端，是天宝宫内最具特点的建筑。该殿面阔九间，进深五间，单檐歇山顶，覆绿色琉璃瓦，檐下施五踩重昂斗拱。前檐下有10根浮雕石柱，精细雕刻有龙凤图案。殿内为五梁架，由金柱承托。

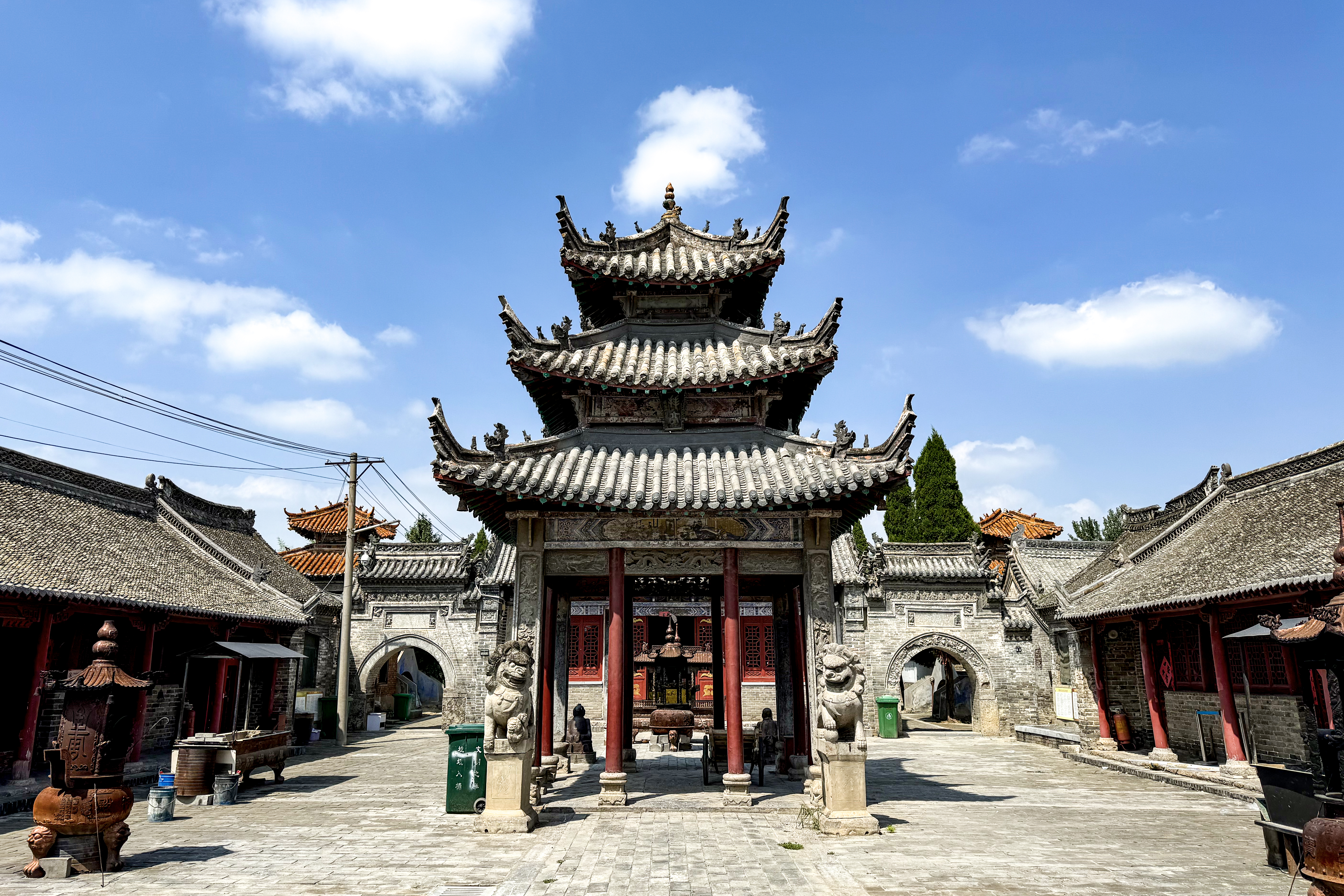
拜亭
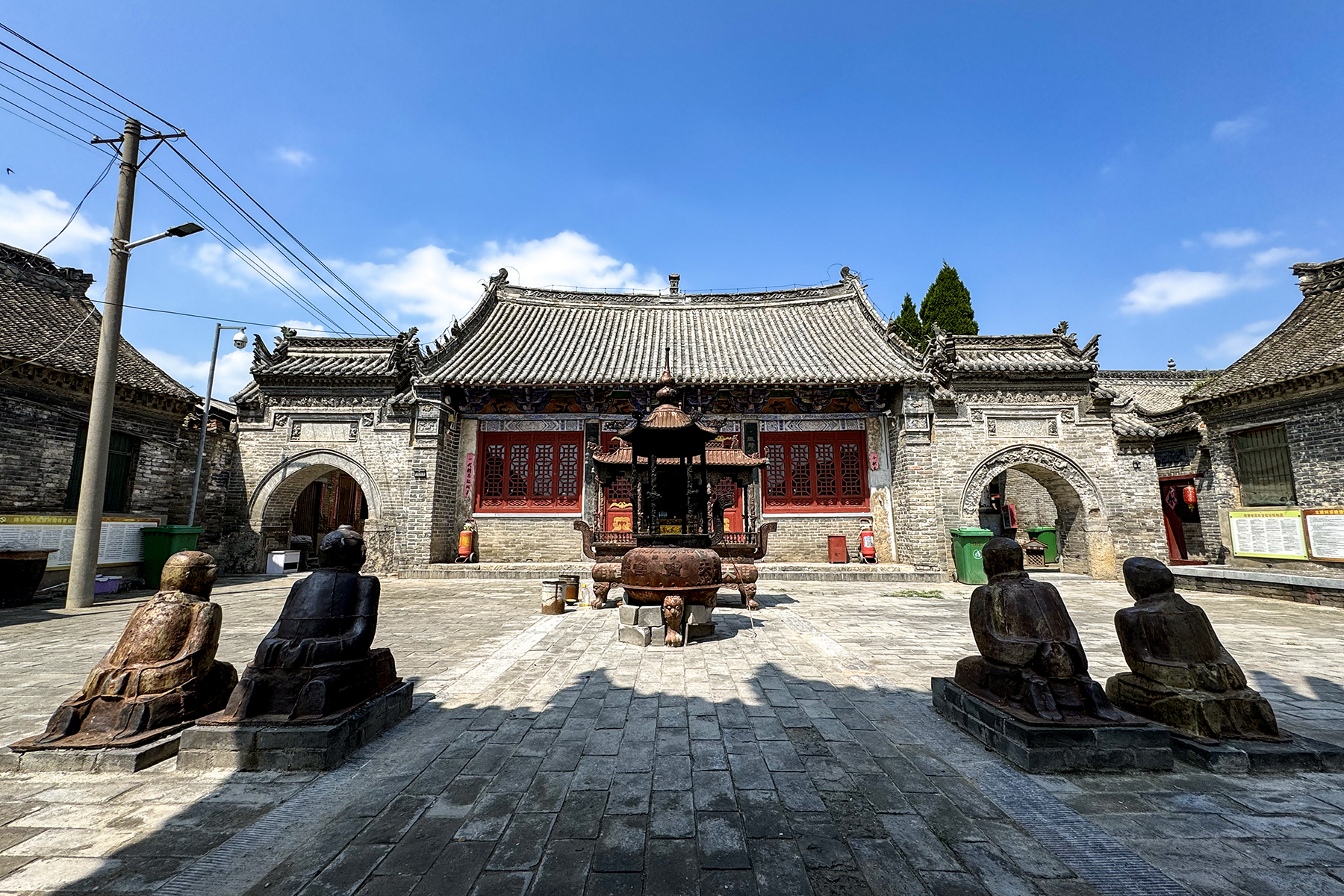
岳王殿
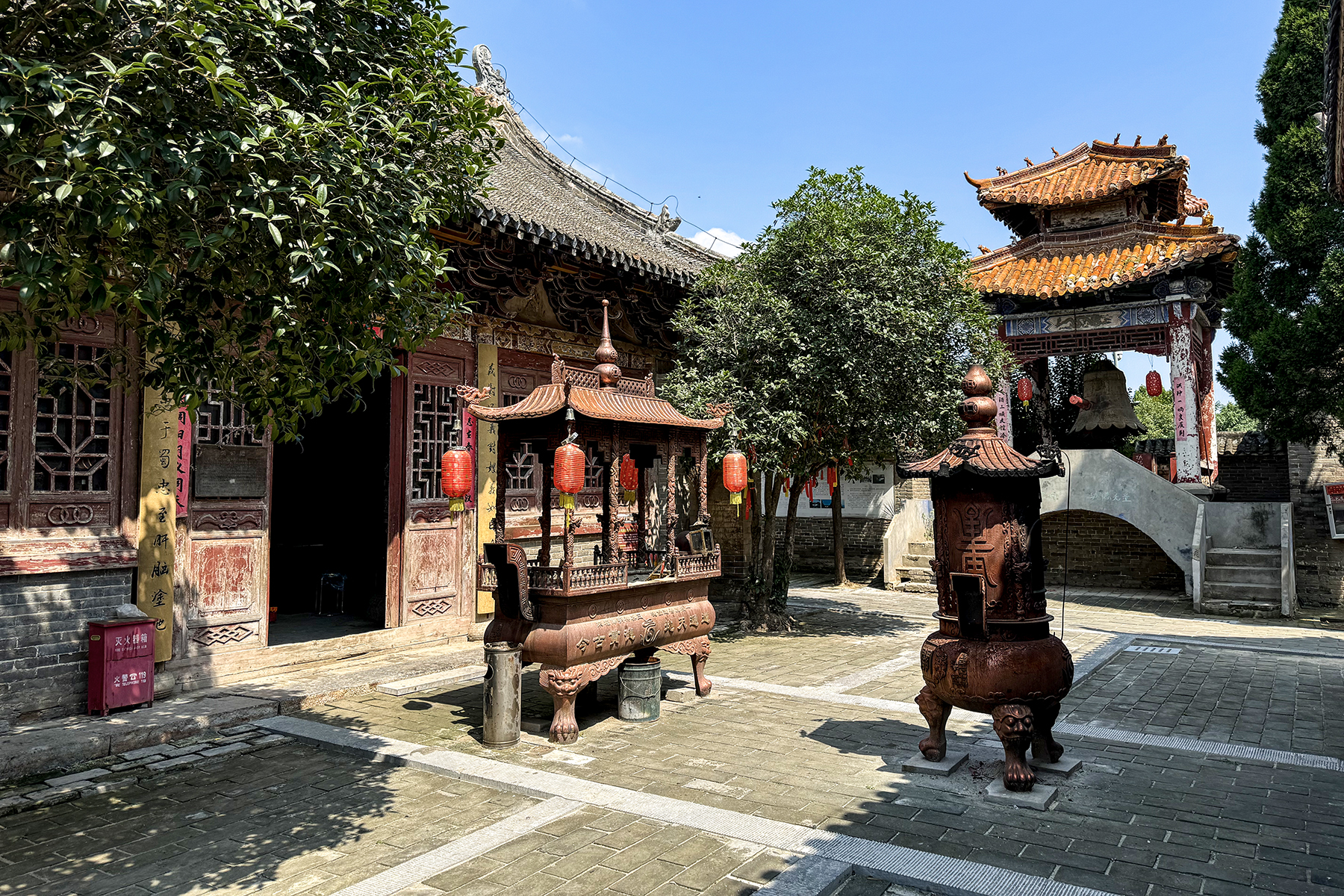
关圣殿与钟楼
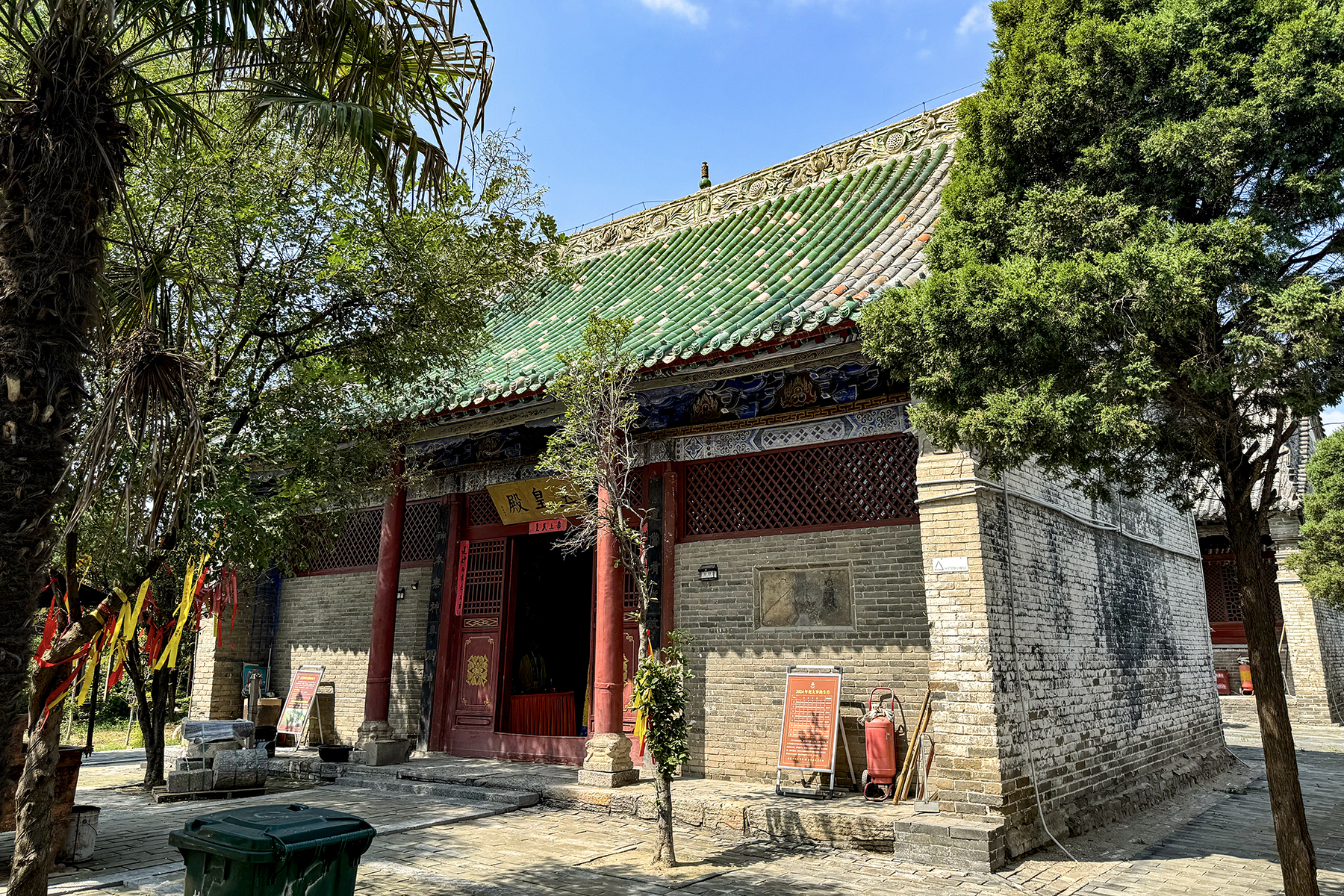
玉皇殿
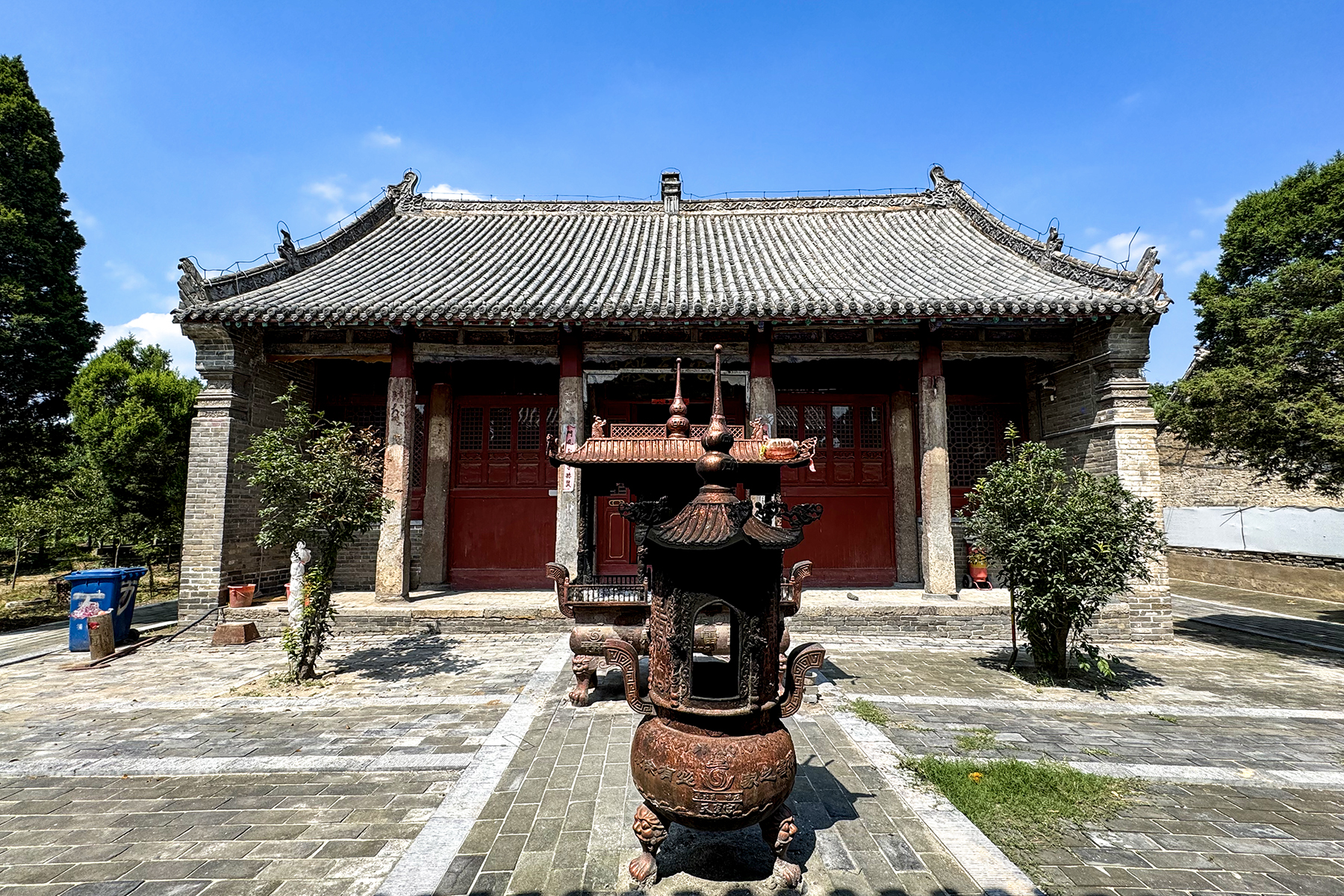
雷祖殿
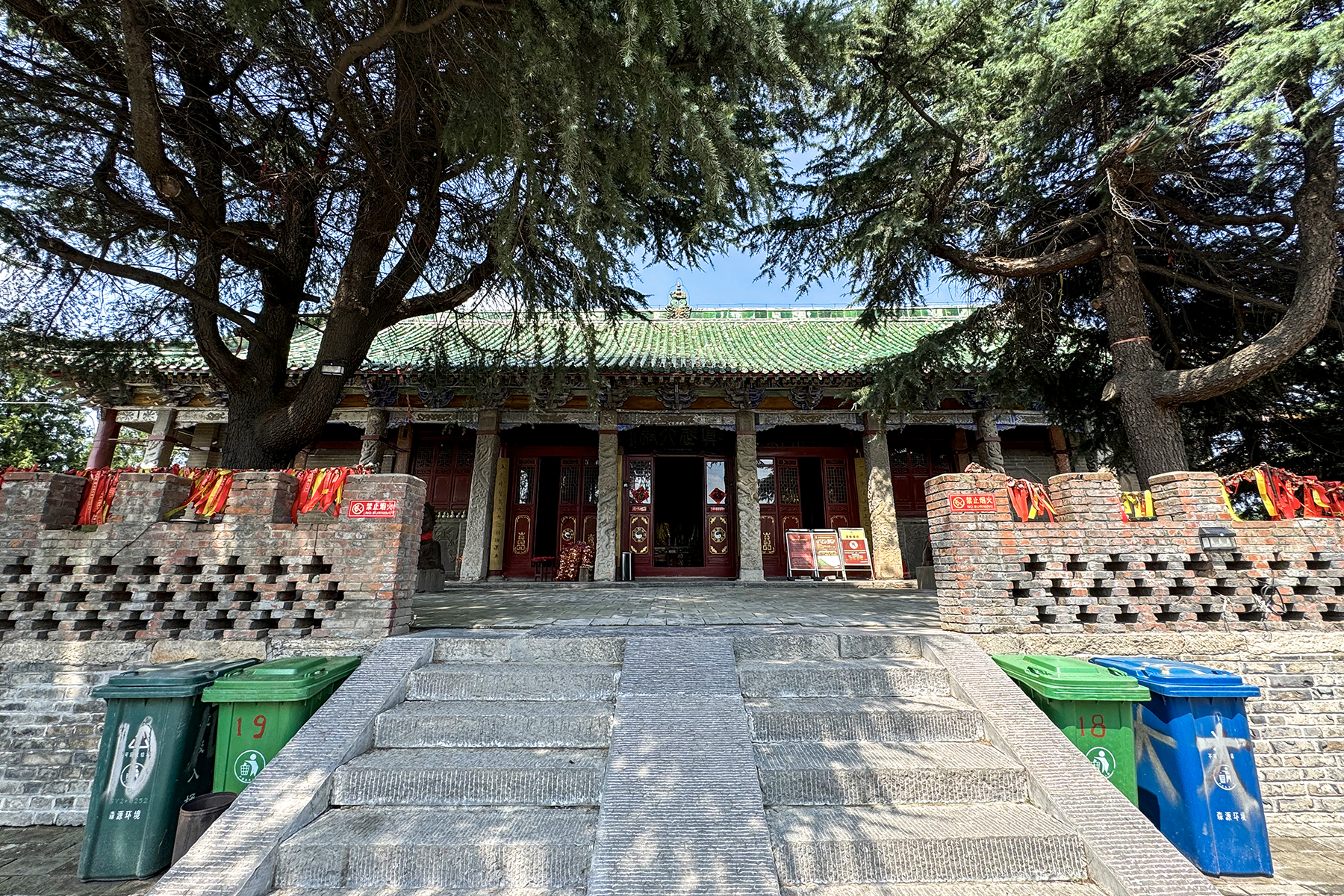
真武殿
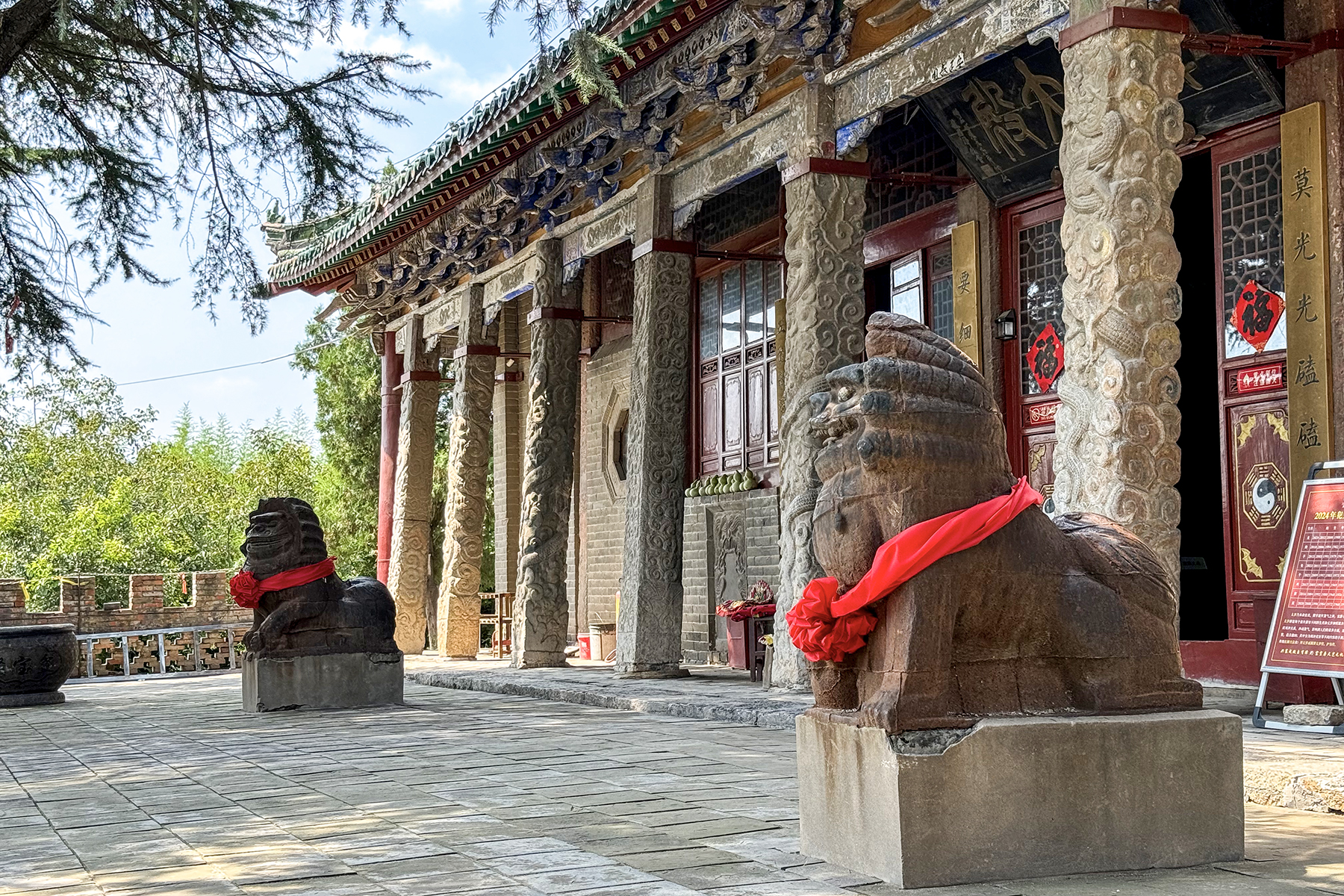
真武殿前檐下的石柱
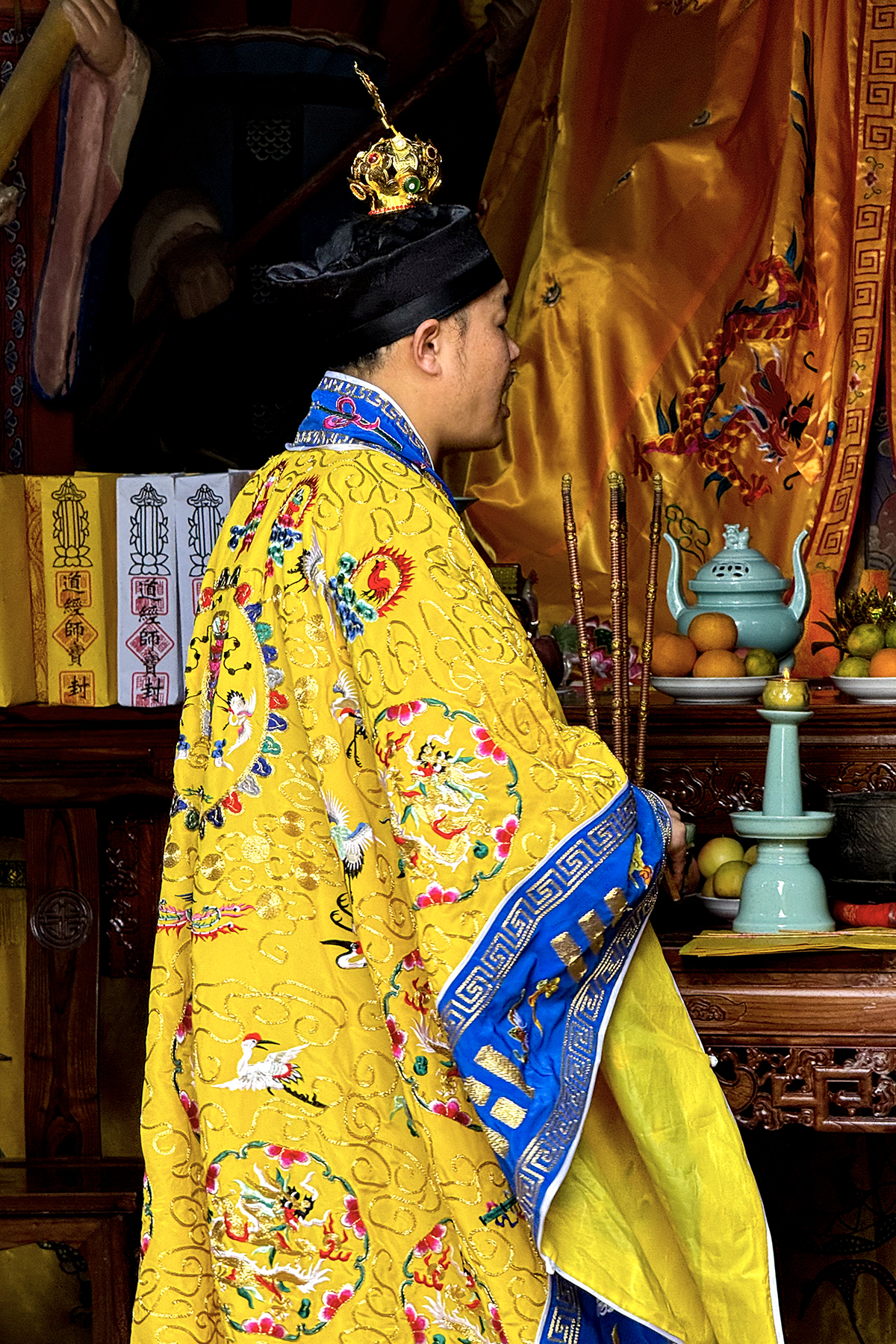
进行宗教活动的道士